# Little Westwater Ruin

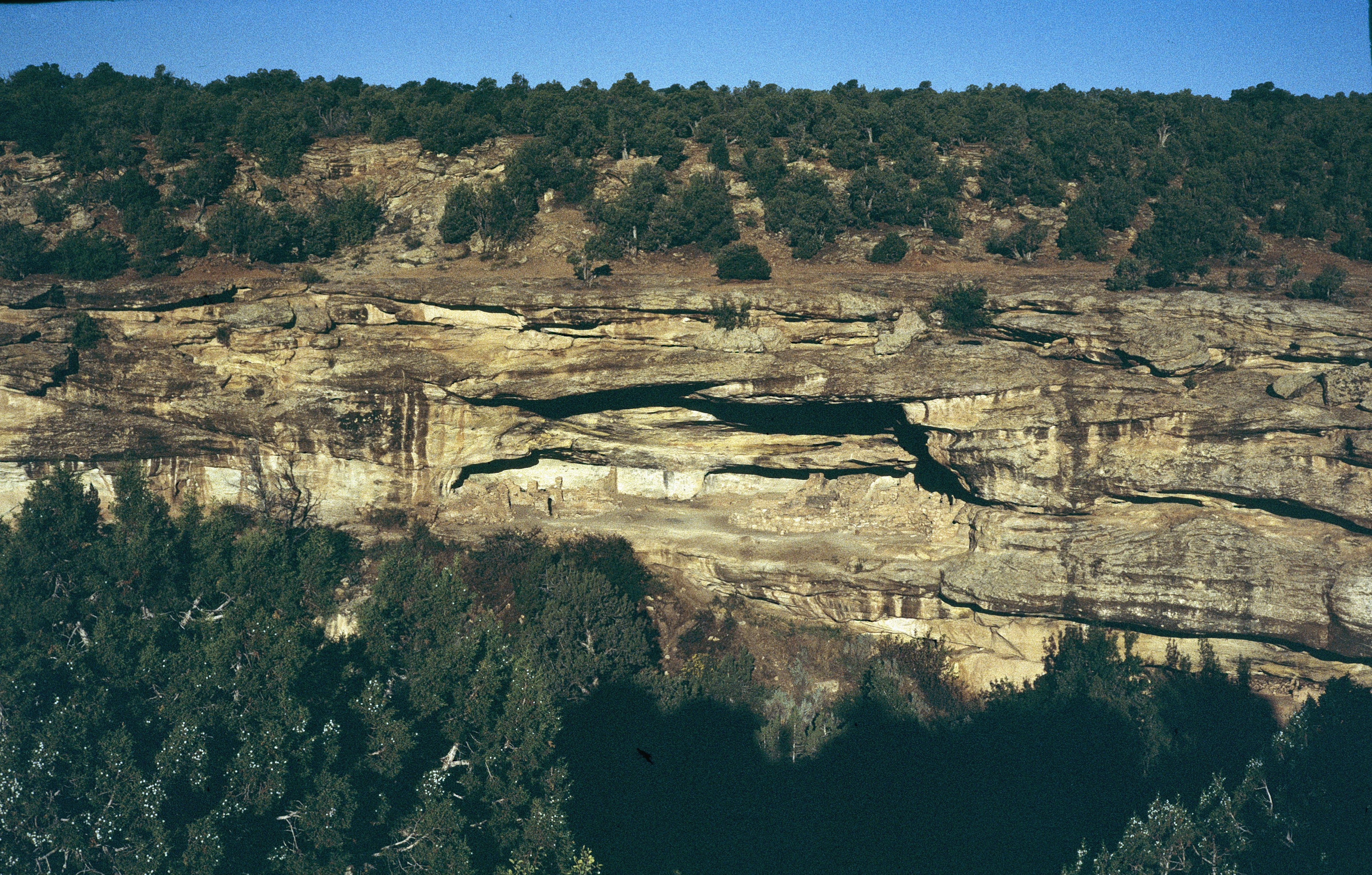
Little Westwater Ruinen

Little Westwater Ruin, auch bekannt unter dem Namen Five Kiva Ruin ist eine kleine Ruinenanlage (Cliff dwelling) der Anasazi in einem Felsüberhang des Westwater Creek rund 4 Kilometer südsüdwestlich von Blanding, Utah und von dort aus gut zu erreichen.
Die Ruinen gehören hauptsächlich zur Pueblo III Kultur, die Bauten wurden auf den Resten früherer Konstruktionen zwischen 1212 und 1214 n. Chr. errichtet. Im Vordergrund liegt eine kleine Plaza mit insgesamt fünf Kivas, die nicht versenkt gebaut waren. Dahinter im enger und niedriger werdenden Teil des Abri finden sich ein- und zweistöckige Wohnbauten.
An den geeigneten Stellen der Wände des Canyon finden sich immer wieder kleine Bauten.